# Campanula murrii
Campanula murrii är en klockväxtart som beskrevs av Dalla Torre och Ludwig von Sarnthein. Campanula murrii ingår i släktet blåklockor, och familjen klockväxter. Inga underarter finns listade i Catalogue of Life.